# Црква Свете Тројице у Белој Води
Црква Свете Тројице у Белој Води, насељеном месту на територији града Крушевца, припада Епархији крушевачкој Српске православне цркве. 
Црква посвећена Светој Тројици је подигнута 1936. године у „спомен блаженопочившег витешког краља Александра I Карађорђевића ујединитеља” и освећена на Светог Тому од епископа нишког Јована, саграђена према пројекту инжењера архитектуре Сотира Томића из Крушевца.
Храм архитектонски припада еклектичком стилу са неоморавским елементима. Основа цркве је у облику триконхоса, са припратом. Вертикала је наглашена куполом на осмостраном тамбуру. Он почива на квадратном постољу и употпуњава разиграну ллинију крова. Над припратом је квадратна кула - звоник. Црква је до другог кордонског венца обложена беводским пешчаром. Окераста боја камена са белином зидова ствара изванредно естетско сагласје и хармонијску целивитост овога знања. Изломљена линија крова, вертикално и хоризонтално рашчлањивање, елегатна полихромија и традиционална клесарска декорација чине ову грађевину естетски и историјски вредном и успелом.
У њој је један од најлепших камених иконостаса у Србији, рад беловодских клесара, рађен по нацртима народног уметника Раје Ракића из Коњуха. Украшен је плитким рељефним мотивима резаним у камену.
Испод олтара је крипта са костима палих ратника у Првом светском рату, у коју је према сећањима, беловодски парох Михаило Тасић пренео посмртне остатке 1937. године, из Трстеника или Љубостињске Планине. Године 1995—1996. домаћи клесари су по нацртима Генадија Правоторова, вајара из Москве, исклесали камени саркофаг. На њему је натпис „Српски јунаци 1915.”, а на другој страни „Рад Гендија Правоторова и беловодских клесара 1995. год”. На бочним странама су представе у рељефу Свети Ђорђе убија аждају и Грб Краљевине Србије из 1915. године. Осим тога саркофаг је украшен и лепом средњовековном орнаментиком. 